# Villarejo del Valle (kommunhuvudort)
Villarejo del Valle är en kommunhuvudort i Spanien.   Den ligger i provinsen Provincia de Ávila och regionen Kastilien och Leon, i den centrala delen av landet, 110 km väster om huvudstaden Madrid. Villarejo del Valle ligger 841 meter över havet och antalet invånare är 476.
Terrängen runt Villarejo del Valle är kuperad norrut, men söderut är den bergig. Runt Villarejo del Valle är det glesbefolkat, med 19 invånare per kvadratkilometer. Närmaste större samhälle är Arenas de San Pedro, 11,4 km sydväst om Villarejo del Valle. 